# 恋愛術入門
『恋愛術入門』（れんあいじゅつにゅうもん）は、1970年10月18日から1971年3月28日までTBSの日曜21時台で放送されていたテレビドラマ。カラー作品。30分番組。
レギュラーは存在せず、毎回独立した登場人物と物語で「人を愛する意味」を明るく描く。
2013年4月26日に発売されたDVDとして初めてソフト化された。

## スタッフ
- 脚本：山浦弘靖、布勢博一、加瀬高之、他
- 監督：小山幹夫、神谷吉彦、新津左兵、他
- 音楽：坂田晃一
- 主題歌：千賀かほる「くちづけ」（作詞：中村小太郎　作曲：河村利夫）
- イラスト：河島治之
- ナレーター：三国一朗
- 撮影：森田守、溝口正敏、他
- 照明：関川次郎、他
- 録音：太田六敏、日吉裕治、坂田通俊、他
- 美術：馬場周一、筒井増男、小汲明、他
- 編集：清水邦夫、平木康雄、名久井司、他
- 助監督：新津左兵、渡辺範雄
- 制作担当：田中章三
- 舞台装置：美建興業株式会社
- 現像：TBS映画社
- プロデューサー：前田満州夫
- 製作：TBS、国際放映

## 放送リスト
| 話                                             | サブタイトル         | 放送日          | 脚本       | 監督       | 出演者                                               |
| ---------------------------------------------- | -------------------- | --------------- | ---------- | ---------- | ---------------------------------------------------- |
| 1                                              | 手も足もでない恋     | 1970年 10月18日 | 布勢博一   | 小山幹夫   | 十朱幸代、松山英太郎、藤原釜足、桜むつ子 他          |
| 2                                              | 男嫌い女嫌い         | 10月25日        | 河田久子   | 神谷吉彦   | 梓英子、中村賀津雄、中村俊一、他                     |
| 3                                              | 恋はそよ風にのって   | 11月1日         | 加瀬高之   | 手銭弘喜   | じゅん&ネネ（千秋じゅん、早苗ネネ）、勝呂誉、他      |
| 4                                              | ペンフレンド         | 11月8日         | 津田幸夫   | 神谷吉彦   | 渡辺篤史、沢田雅美、真家宏満、岡本茉利、江美早苗、他 |
| 5                                              | 恋は異なもの         | 11月15日        | 布勢博一   | 小山幹夫   | 佐々木愛、黒沢久雄、富士真奈美、他                   |
| 6                                              | くちづけ             | 11月22日        | 加瀬高之   | 新津左兵   | 石立鉄男、島かおり、池田秀一、大出俊、他             |
| 7                                              | 見合い写真をどうぞ   | 11月29日        | 真弓典正   | 神谷吉彦   | 高橋長英、藤田弓子、寺田路恵、他                     |
| 8                                              | 明日も休診           | 12月6日         | 下飯坂菊馬 | 丸山誠治   | 若林豪、浜木綿子、辰巳柳太郎、山崎猛、他             |
| 9                                              | ヒッチハイクの恋     | 12月13日        | 山浦弘靖   | 小山幹夫   | 川口恒、丘みつ子、梅津栄、他                         |
| 10                                             | 素晴らしき汽車ポッポ | 12月20日        | 真弓典正   | 新津左兵   | 松橋登、木内みどり、松宮五郎、他                     |
| 11                                             | 幼なじみ             | 12月27日        | 布勢博一   | 神谷吉彦   | 千葉治郎（矢吹二朗）、二木てるみ、木田三千雄、他     |
| （1971年1月3日はプロボクシング中継のため休止） |                      |                 |            |            |                                                      |
| 12                                             | イチ・タス・イチは?  | 1971年 1月10日  | 布勢博一   | 斎藤武市   | 舟木一夫、大原麗子、花沢徳衛、浜かおる、他           |
| 13                                             | 恋愛泥棒             | 1月17日         | 藤川桂介   | 平松弘至   | 長谷川明男、東山明美、一谷伸江、山田康雄、他         |
| 14                                             | 前むけ右むけ左むけ   | 1月24日         | 小山幹夫   | 榎本富士夫 | 松山英太郎、島かおり、花沢徳衛、他                   |
| 15                                             | 飛んで来た花嫁       | 1月31日         | 布勢博一   | 小山幹夫   | 宇津宮雅代、新克利、荒木道子、他                     |
| 16                                             | スパイス大作戦       | 2月7日          | 山田正弘   | 小山幹夫   | 夏八木勲、園まり、渚まゆみ、他                       |
| 17                                             | 女がタマゴを生む時   | 2月14日         | 真弓典正   | 松林宗恵   | 入川保則、珠めぐみ、桂高丸、桂菊丸、他               |
| 18                                             | ラブ・コーチ         | 2月21日         | 真弓典正   | 新津左兵   | 中山麻理、森次浩司（森次晃嗣）、左時枝、岡崎二朗、他 |
| 19                                             | 出番ですョ18歳       | 2月28日         | 松本一     | 新津左兵   | 出演：林隆三、二木てるみ、丸山明宏（美輪明宏）、他   |
| 20                                             | 男の賭けは高くつく   | 3月7日          | 窪田篤人   | 下村堯二   | ピーター（池畑慎之介）、永井秀和、大原麗子、他       |
| 21                                             | 花嫁りゃく奪作戦     | 3月14日         | 山崎博史   | 小山幹夫   | 松山省二（松山政路）、小橋玲子、池田秀一、他         |
| 22                                             | ブランコから落ちた恋 | 3月21日         | 布勢博一   | 新津左兵   | 中尾彬、松尾嘉代、八木昌子、北村和夫、他             |
| 23                                             | 花と月と音楽と       | 3月28日         | 品田喜一   | 榎本富士夫 | 山内賢、島かおり、江美早苗、他                       |

## 備考
- 放送リストは関東の新聞を元に作成。一部文献で最終回が4月5日とある。関東では4月4日に次番組が放送されており、5日は月曜日なので関東では全23話1971年3月28日（日曜日）が最終回である。

| TBS系 日曜21時台前半枠 | TBS系 日曜21時台前半枠 | TBS系 日曜21時台前半枠 |
| 前番組                 | 番組名                 | 次番組                 |
| ---------------------- | ---------------------- | ---------------------- |
| 女房タブー集           | 恋愛術入門             | 冠婚葬祭入門           |